# Geymann

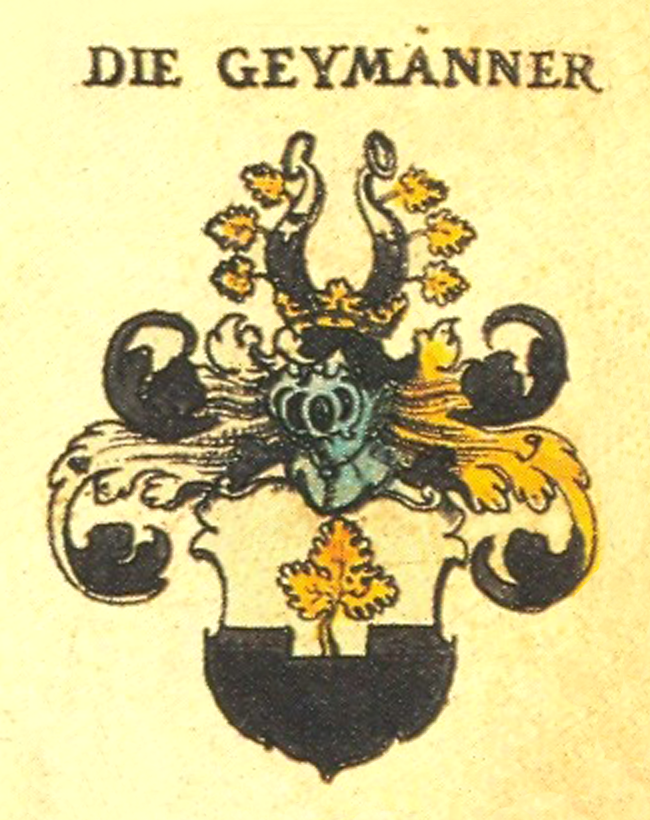
Wappen der Geymänner, entspricht Wappen III gemäß Siebmachers Wappenbuch (NÖ-Adel): Von Silber und Schwarz mit einer Scharte geteilten Schild; aus der daraus an goldenem Stiel drei goldene Eichenblätter hervorwachsend; Kleinod und Helmdecken wie die vorigen.

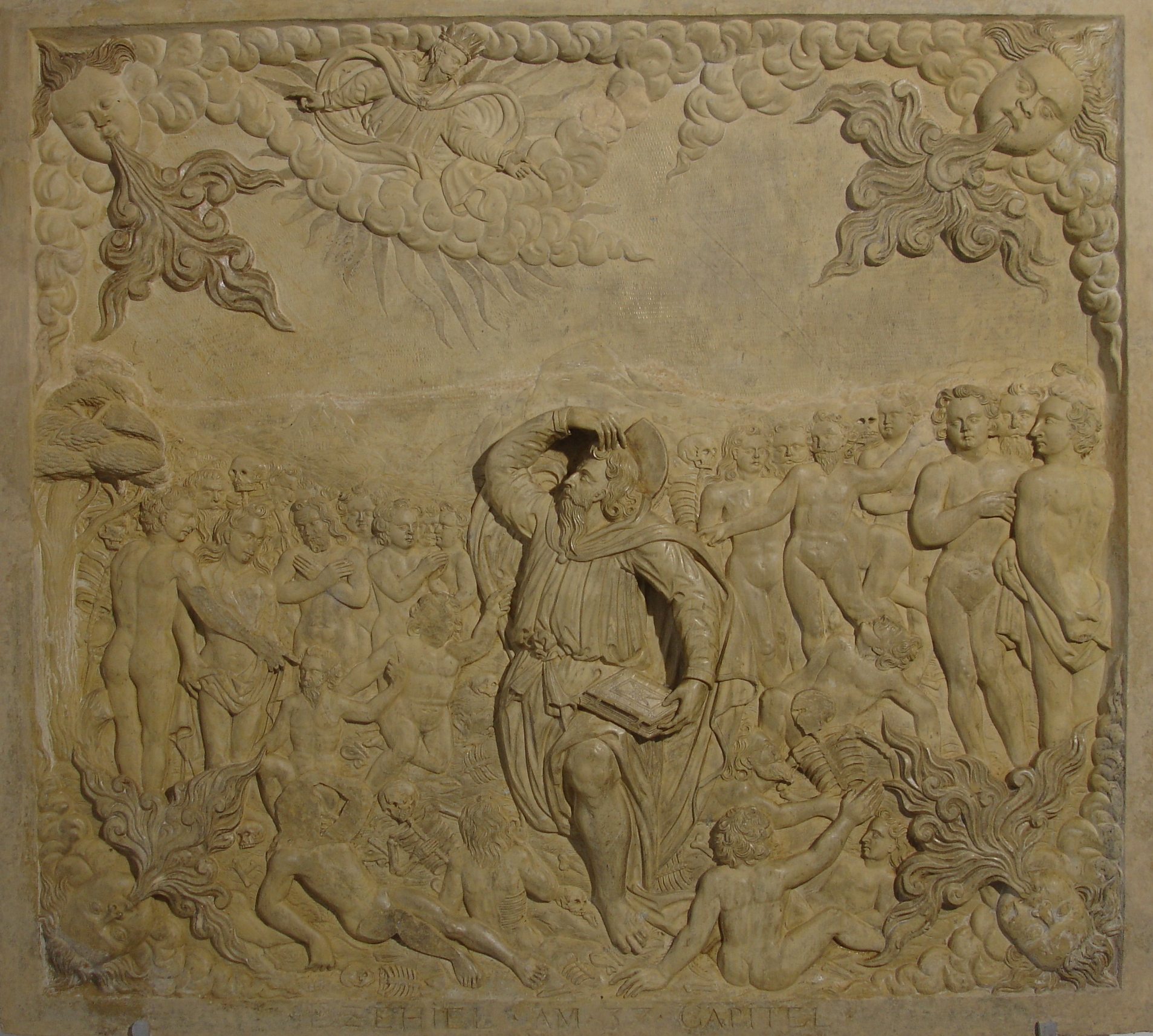
Auferstehungsrelief, Fragment des Epitaphs von Hans Christoph Geymann in der Pfarrkirche Gallspach (um 1605); Friedrich Thön zugeschrieben.

Geymann (auch Geumann, Geymanner, Geymänner) ist der Name eines oberösterreichischen Adelsgeschlechts, das auch zum niederösterreichischen landständischen Adel gehört.

## Geschichte
Das Geschlecht stieg aus dem Bauernstand auf. Es war ursprünglich in der Gegend von Rüstorf, Attnang und Swans begütert und besaß von 1354 bis 1633 Gallspach sowie von 1463 bis 1643 Trattenegg. Ein Hainricus Geuman de Swanse (Heinrich I), der 1261 und 1277 urkundlich in Erscheinung tritt, lässt sich als erster Geymann der Familie zuordnen, die sich in zwei Linien – von denen eine (Heinrichs-Linie) bereits um 1400 ausstarb – zu einer der führenden Ritterfamilien des 14. bis 16. Jahrhunderts in Oberösterreich entwickelte. Zwei früher auftretende "Geymänner", miles Conradus Geumann († um 1209) und Geumanus socer Conradi civis de Linz (1247) lassen sich nicht eindeutig der Familie zuordnen.
Die Tätigkeit mehrerer Familienmitglieder als Pfleger und Landrichter im Dienste der Wallseer, Schaunberger und des Landesfürsten ist im 15./16. Jh. nachgewiesen (Trattenegg, Kammer, Wolfsegg, Starhemberg (bei Haag am Hausruck), Peuerbach, Grdoselo/Zèlengrad/Castelverde in Istrien u. a.). Der Besitzstand wurde kontinuierlich vergrößert und umfasste bis 1600 auch die Herrschaften Schwarzgrub bei Weibern, Oberweis (bei Laakirchen), Freyn (bei Frankenburg), Walchen (bei Vöcklamarkt), Wildenhag (bei Straß im Attergau) und Rossatz in der Wachau sowie das 1539 erworbene Freihaus am Hofberg in Linz (heute Hofgasse 19).
Am 25. Juli 1625 wurden die Brüder Hans Paul und Hans Ludwig Geymann mit dem Prädikat Freyherren zu Gallspach und Trättenek auf Walchen und Wildenhag in den Herrenstand erhoben.
Trotzdem musste die Familie wegen ihres Festhaltens am protestantischen Glauben ab 1632 das Land ob der Enns (Oberösterreich) verlassen. Einige Familienmitglieder zogen nach Niederösterreich, Wien, Pressburg oder Regensburg und erwarben teilweise wieder beträchtlichen Besitz (z. B. Wolfpassing, Kronsegg-Schiltern, Niederfellabrunn, Gneixendorf). Dem Geschwisterpaar Hans Ehrenreich und Margarethe, Kinder von Hans Paul, gelang um 1655 die Einheirat in die reichsgräfliche Familie Abensperg-Traun (sie vermählten sich mit den Geschwistern Ernst und Susanna Regina von Abensperg und Traun, Kinder von Johann Christoph, Graf von Abensperg und Traun (1598–1654) und Ursula Freiin von Greiffenberg).
Ende des 17. Jh. waren alle Mitglieder der Familie Geymann wieder zum katholischen Glauben zurückgekehrt. Manche führten als Berufssoldaten in den Türkenkriegen ein eher bewegtes Leben. Hans Geymann, ein Sohn von Hans Paul, nahm 1664 an der Schlacht bei St. Gotthard bzw. Mogersdorf an der Raab teil. Sein Sohn Hans Ernst war von 1690 bis 1697 Kommandant des Hayduckenregimentes Niklas Palffy im Rang eines Obristleutnants und 1691 Teilnehmer an der Schlacht bei Slankamen. Ein zweiter Sohn, Hans Carl († 1709), avancierte zum Generalfeldwachtmeister und saß 1704 im Hofkriegsrat zu Wien. In den Jahren 1702/03 ließ er sich von Christian Alexander Oedtl in der heutigen Renngasse 12 in Wien ein kleines Palais (Palais Geymann-Windischgrätz) errichten. Hans Jakob Friedrich Geymann († 1746), Sohn von Hans Ernst Geymann, diente vorerst als Rittmeister in den Regimentern Kriebaum und Steinville, wurde 1721 Obristwachtmeister im Kürassierregiment Johann Graf Browne Hautois, 1728 wirklicher k.k. Kämmerer und ab Juli 1730 Kommandant von Stuhlweißenburg in Ungarn. Hans Siegmund Geymann, Sohn von Hans Ehrenreich wurde 1688 als Deutscher Ordensritter aufgenommen und erhielt 1714 die Kärntner Repräsentationsstelle beim innerösterreichischen Hofkriegsrat. Mit Hans Ernst Siegmund und Carl Geymann, beides Söhne von Hans Jakob Friedrich, starb die Familie um 1755 im Mannesstamme aus.

## Weitere bedeutende Familienmitglieder
- Heinrich II., verheiratet mit Petrissa und sein Bruder Hans I., vermählt mit Cunigunde (alle † vor 1356), können als eigentliche Stammeltern der beiden Geymannlinien angesehen werden.
- Heinrich III.: Sohn von Heinrich II. († 1363). Verheiratet mit Ehrentraut Zinzendorf; erwarb 1354 unter Lehensvorbehalt die Veste Gallspach samt Burgfrieden und Kirchenlehen von Eberhard V. von Walsee. Erbauer der ersten Pfarrkirche und Stifter des Pfarrhofes in Gallspach (1358). Begraben in Gallspach.
- Heinrich IV.: Sohn von Heinrich III. († um 1400). Verheiratet mit Ursula von Aistersheim und Agnes Panhalm. Begraben in Meggenhofen, wo um 1380 das dortige Schloss vorübergehend den Geymann zugefallen war.
- Ortolph I.: Sohn von Hans I., verheiratet mit Gertraud († um 1395 durch Totschlag). 1358 Pfleger auf Trattenegg. Nahm 1378 und 1383 am Krieg des Erzbistums Salzburg gegen Bayern teil.
- Stephan I.: Sohn von Ortolph I. (etwa 1380 bis etwa 1433). Verehelicht mit Benigna Payss, Tochter des Vöcklabrucker Bürgers und Besitzers der Sitzes Mitterberg bei Rüstorf, Ulrich Payss. Gehörte 1396 zusammen mit seinem Bruder Hans (II) einem Söldnerheer der Salzburger Landstände an. Baute 1400 den Sitz Schwarzgrub bei Weibern; war 1425 bis 1428 als Pfleger in Kammer, 1432 in Wolfsegg nachgewiesen.
- Stephan II.: Sohn von Stephan I. (etwa 1410 bis etwa 1465). Verheiratet mit Barbara Schöngruber. Erwirkte 1439 von König Albrecht II. das Marktrecht für Gallspach. Beim Leichenumzug für den König führt er zusammen mit Christoph Grafenwerder das Leichenpferd der Grafschaft Tirol. 1452 war er im Gefolge Kaiser Friedrich III. bei dessen Krönung in Rom und Mitglied der Empfangsdelegation für die kaiserliche Braut Eleonore von Portugal.
- Gotthard: Sohn von Stephan I. († vor 1463). Verheiratet mit Katharina Oeder. Unterzeichnete mit 253 anderen Adeligen am 12. Dezember 1451 die Mailberger Feste (Mailberger Bund) in der von Friedrich III. die Entlassung seines Mündels Ladislaus (Posthumus) aus der Vormundschaft gefordert wurde. War um 1453 Pfleger und Landrichter auf Schloss Starhemberg bei Haag am Hausruck.
- Ortolph II.: Sohn von Christoph Geymann († um 1455) und Enkel von Ortolph I., (etwa 1425/30 bis etwa 1476). Verheiratet mit Barbara Meurl aus Leombach. Kämmerer (Leiter der Landesfinanzverwaltung) für Erzherzog Albrecht VI. 1455 landesfürstlicher Pfleger in Trattenegg, 1464 Pfleger in Neuattersee (Kogl), 1466 kaiserlicher Steuereinnehmer.
- Bartholomäus: Sohn von Stephan I. († um 1468). Verheiratet mit Regina, Tochter des Walthesar Newnkircher. 1459 Pfleger und Landrichter in Pernstein, 1462–64 Pfleger und Landrichter auf Starhemberg.
- Heinrich VI.: Sohn von Christoph und Enkel von Ortolph I († um 1477). Begraben in Wilhering. Verheiratet mit Benigna Treutlkofer. War 1458 als wallseeischer Pfleger in die Auseinandersetzungen zwischen Friedrich III. und seinem Bruder Albrecht VI. verstrickt. Vom Castelverde, dem heute verschwundenen Schloss in Grdoselo (Gherdosello/Gardassel) nördlich von Pazin/Pisino/Mitterburg in Istrien, griff er 1458 Untertanen des Kaisers mit Raub und Plünderung an. Lag 1466/67 mit der Stadt Steyr, wo er ein Haus unter der Brucken besaß, in Fehde.
- Jörg: Sohn Ortolphs II. 1487 Pfarrer von Gunskirchen, später Domherr in Würzburg und Augsburg.
- Johann (Hans III.): Sohn von Heinrich VI. (* ca. 1467; † 23. Dezember 1533). Verheiratet mit Margarethe von Trautmannsdorf. Pfleger in Maria Lankowitz und Voitsberg. Gehörte zu den Testamentsexekutoren Kaiser Maximilians I. War nach dem Tod der Gattin 1495 Mitglied, 1499 Komtur, 1508 Verweser und ab 1518 zweiter Hochmeister des St. Georgsritterordens mit Sitz im Stift Millstatt/Kärnten. Brachte 8000 Gulden Privatvermögen in den Orden ein. Er starb an den Folgen der Pest in Gmünd/Kärnten und liegt in Millstatt begraben. Auf seinem Marmorgrabstein ließ er sich von Hans Valkenauer in voller Rüstung darstellen. Die umlaufende Inschrift hat den Wortlaut: Hie ligt begraben der hochwürdige Fürst und her Johann Geuman / der andere Hochmaister Saint Jörigen / ordes stiffter der ewig mess und liechts diser capell gestorben anno / 15.. iar dem got gnad. Heute noch zeugen Teile in der Stiftskirche zu Millstatt von seiner Bautätigkeit als Ordensoberer: Teile des gotischen Netzrippengewölbes, der Taufstein mit dem Geymannwappen, die Geumankapelle, sowie Renaissancelaubengänge im Stiftshof. Ein Tafelbild (entstanden nach 1508) im Landesmuseum Klagenfurt zeigt ihn kniend mit seiner Familie vor der Gottesmutter.
- Balthasar: Sohn von Ortolph II. († 1522); verheiratet mit Katharina Raming († 1521), Tochter des landesfürstlichen Pflegers zu Prauneggen (Bruneck), Hans Raming (Ramung) und dessen Ehefrau Magdalena Campani. Ab 1512 schaunbergischer Pfleger und Landrichter von Peuerbach. Begraben in Gallspach.
- Hanns Heinrich: Sohn von Balthasar Geymann († 1566). Verheiratet mit Magdalena Hohenfelder († 1540), Salome Kölnpöck († 1552) und Brigitta Walewicz († 1567). Kaiserlicher Rat, begraben in Gallspach.
- Hans Christoph: Sohn von Hanns Heinrich Geymann (1544 bis 1600). Verheiratet mit Juliana von Maming († 1576) und Elisabeth von Maming († 1615). Kaiserlicher Rat und Landrat. Wirkte im Auftrag der Stände 1595 bis 1597 an der Befriedung der aufständischen Bauern mit. 1582 bis 1598 Verordneter des oberösterreichischen Ritterstandes. Vergrößerte den Familienbesitz durch Kauf der Herrschaften Freyn, Walchen und Wildenhaag. Durch seine zweite Gattin fiel der Familie Rossatz in der Wachau zu. Begraben in Gallspach. Fragmente seines kunsthistorisch wertvollen Epitaphs aus der Bildhauerwerkstätte des Friedrich Thön blieben erhalten.
- Ortolph IV.: Sohn von Hans Christoph Geymann (etwa 1570 bis 1620). Verheiratet mit Anna Maria von Kirchberg. Studierte in Jena, Padua und Bologna, war 1611 Verordneter des oberösterreichischen Ritterstandes und nahm als Calvinist 1619/20 an der Adelsrevolte gegen den Landesfürsten teil. Während oder kurz nach der Schlacht am Weißen Berge bei Prag, an der er teilgenommen haben dürfte, starb er. Sein Besitz wurde vom Landesherrn eingezogen.
- Hans Paul: Sohn von Hans Christoph (1579 bis 1655). Verheiratet mit Maria Salome Schifer. Studierte in Tübingen und Straßburg. 1620 Ritterstandsverordneter. 1625 Erhebung in den Freiherrenstand. Zog sich ab 1628 wegen seines evangelischen Glaubens nach Regensburg und später nach Niederösterreich (Rossatz) zurück, wo er 1636 in den nö. Herrenstand aufgenommen wurde. Fand 1655 am „neuen Friedhof vor dem Schottentor in Wien“ seine letzte Ruhestätte.
- Hans Ludwig: Sohn von Hans Christoph († um 1638). Verheiratet mit Gertraud Concin. Truchseß und Vorschneider bei Kaiser Matthias. 1610 Ritterstandsverordneter. 1625 Erhebung in den Freiherrenstand.

## Wappen
Blasonierung: Das alte Wappen nach Siegeln zeigt gemäß Johann Siebmacher in weißem Schild einen nackten, wilden, bärtigen Mann wachsend, Haupt und Lenden mit Eichenblättern bedeckt, in der rechten Hand einen um die Schulter gelegten Streitkolben, in der linken ein Eichenblatt haltend.
Blasonierung: Wappen II gemäß Siebmachers Wappenbuch zeigt in Silber einen schwarzen Schildefuss mit einer Scharte; aus der letzteren ein goldenes Eichenblatt gerade aufwachsend; auf dem gekrönten Helm zwei mit einer Scharte von silber und schwarz geteilte, außen mit je drei goldenen Eichenblättern besteckte Büffelshörner; die Helmdecken schwarz-silbern und schwarz-golden.
Blasonierung: Wappen III gemäß Siebmachers Wappenbuch zeigt ein von Silber und Schwarz mit einer Scharte geteilten Schild; aus der daraus an goldenem Stiel drei goldene Eichenblätter hervorwachsend; Kleinod und Helmdecken wie die vorigen.
Blasonierung: Die älteste Abbildung des Familienwappens findet sich auf dem Grabstein Heinrich III. Geymann (1363) in der Gallspacher Pfarrkirche. Es stellt ein Eichenlaub auf einer Mauerzinne dar. Als abgewandelte Version wurde auch ein Eichenblatt verwendet, dessen Stängel in der Mitte eines Dreiberges steht, wobei die beiden Seitenhügel den mittleren überragen (z. B. auf dem Grabstein Hans Geymanns in Millstatt von 1533).